# علي ناصر كنانة
علي ناصر كنانة (1958 - ) هو شاعر ومترجم وباحث عراقي، حاصل على ماجستير في الأدب من جامعة ستكهولم - السويد 2001. وعلى درجة الدكتوراه من جامعة الروح القدس - الكسليك في لبنان 2008.

## حياته
ولد علي كنانة في عام 1958 في مدينة الرفاعي بالناصرية. وعاش حياته في بغداد، غادر العراق إلى الكويت في عام 1979 لأسباب سياسيّة، وعمل في الصحافة حتى عام 1987. أعتقل بين عامي 1985 - 1989، ثم بعدها هاجر إلى السويد في عام 1989، وتفرّغ هناك للدراسة والكتابة في العديد من الصحف العربيّة. حصل على إجازة الدراسات البريدية العالية من المعهد العالي العربي للبريد التابع لجامعة الدول العربية في القاهرة عام 1983، وعلى إجازة في الدراسات الثقافية من جامعة ستكهولم عام 1999.
ثم أكمل دراسته العليا في جامعة ستكهولم، وحصل على الماجستير في الأدب والأدب المقارن عام 2001، بعدها بسنوات قرر إكمال دراسته للحصول على درجة الدكتوراه في الآداب من جامعة الروح القدس - الكسليك عام 2008.

## مؤلفاته
صدر له عدد من المؤلفات، منها:
1. تراتيل لوعة الزنبق - 1990.
2. بغداهولم - 2000.
3. فجاءة النيزك - 2002.
4. ليلاً على سفر، لتوماس ترانسترومر (ترجمة) - 2003.
5. حُفاة العولمة – 2004.
6. سيدة الصيف - 2004.
7. الإعلام وأنظمة الإيهام: قناة الجزيرة أنموذجاً، 1996-2006 - 2006.
8. في العراء - 2007.
9. اللغة وعلائقياتها - 2009.
10. إنتاج وإعادة إنتاج الوعي: عناصر الممالأة والتضليل - 2009.
11. جيوش اللغة والإعلام، دراسة مقارنة في لغة وإعلام الغزو الأمريكي للعراق - 2011.
12. المنفى الشعري العراقي - 2013.[7]
13. فَلك النص في الغناء العراقي - 2016.
14. الثقافة وتجليّاتها - 2016.
15. ليس سوى رماد - 2018.
16. الولاء البديل - 2021.
17. الأبوية الثقافيّة - 2021.